# 茶屋町ヤマヒロ会議
『茶屋町ヤマヒロ会議』（ちゃやまちヤマヒロかいぎ）は、2014年4月6日から（休止期間をはさんで）MBSラジオで放送されていたバラエティ番組。番組タイトルのヤマヒロは、パーソナリティを務める山本浩之（関西テレビ出身のフリーアナウンサー）の愛称でもある。
2021年3月28日までは事前収録番組として、毎週日曜日の10:00 - 10:57に放送されていた（以下では「第1期」と略記）。MBSラジオが『地方創生プログラム ONE-J』（JRN32局ネットの生放送番組）の開始に伴って日曜午前の番組編成を大幅に変更したことを背景に「第1期」を終了したが、同年10月7日からは『夕方もポチっとMラジ』木曜日（15:00 - ナイターオフは18:00、ナイターシーズンは17:54）枠で生放送番組として再開（以下では「第2期」と略記）。2024年4月の『ヤマヒロのぴかッとモーニング』（『ありがとう浜村淳です』の後継生放送番組）開始を機に「第2期」の放送が3月末で終了。

## 出演者
カッコ内は番組内での愛称で、「第2期」でも続投。
- パーソナリティ：山本浩之（「ヤマヒロ」）
- アシスタント：山本量子（「おりょう」）2014年4月20日[2] - 7月20日、2015年1月11日[3] - 2019年12月29日、2020年2月9日[4] - 2021年3月28日、2021年10月7日 - 12月2日、2022年3月3日 - 2023年7月6日
  - MBSラジオの2013年度ナイターオフ編成では、ヤマヒロが『ヤマヒロのぴかいちラジオ』（火曜枠）のパーソナリティ、おりょうが『なにやっテンダラー』（水曜枠）のアシスタントを務めていた。
  - おりょうには、持病（後に、がんであることを公表[5]）の療養を理由に休演していた期間があった。
    - 「第1期」の2014年7月27日より同年12月28日（放送日基準）までの子宮頸がん治療による休演期間[6]当初は代役を立てなかったが、同年8月17日放送分より2015年1月11日放送分まで関岡香（毎日放送アナウンサー）が代役として出演した[7]。
    - 2020年1月から手術を伴う病気（卵巣がん）の療養に入ったため、同年の初回（同月12日放送分）から同年2月2日放送分まで、武川智美（関岡の後輩アナウンサー）が「おたすけさん」（アシスタント代理）として出演した。
    - 「第2期」開始後の2021年12月9日より2022年2月24日までと2023年7月13日放送分より再度病気（卵巣がん）の療養に入ったため、古川圭子（関岡の後輩アナウンサーで、ヤマヒロとは『ヤマヒロのぴかいちラジオ』『ちちんぷいぷい』で共演）が「おたすけさん」として出演した。
    - おりょうは「第2期」最終回までスタジオ復帰は叶わなかったが、2024年4月5日（金曜日）より『こんちわコンちゃんお昼ですょ!』に復帰し、同月17日（水曜日）より『ヤマヒロのぴかッとモーニング』に出演を開始した。その後、5月まで出演したが、6月から再び療養となり、復帰は果たせず同年8月18日に死去した。ヤマヒロはおりょうの訃報が公表された翌日の22日の『ヤマヒロのぴかッとモーニング』の冒頭でおりょうを追悼した。
- その他に、番組のプロデューサーや構成作家（さいとうわに）がレギュラー出演。また、MBSラジオのディレクターやその日の放送内容に沿ったゲストが出演している。森本尚太（当時、関岡らの後輩アナウンサー）が、当番組のための「会議」へ自主的に参加している関係で出演することも多かった。
  - 「第1期」の開始当初は、初代プロデューサーの川中恵一（「川P」）も出演していたが、毎日放送の人事異動によって2015年7月5日放送分で降板。翌週（同月12日）放送分からは、第2代プロデューサーの岡墻正芳（「岡P」）が登場していた（後に別の部署へ異動）[8]。
- フリーアナウンサーの森たけしも、読売テレビのアナウンサー時代からゲストまたは代役（フリー転身以降）で随時出演。2020年3月の定年退職を経てフリーアナウンサーへ転身してからの出演回には、ヤマヒロと漫才を披露する際のコンビ名にちなんで、「ぴっかり（ヤマヒロ）メガネ（森）のふきげん（不機嫌）ラジオ」というサブタイトルが付けられていた。また、生放送による特別番組がこのタイトルで編成されることもあった[9]。
  - 「MBSラジオの日」（日本記念日協会認定の記念日）であった2020年9月6日に（日曜日）には、「ぴっかりメガネのふきげんラジオ　第906回スペシャル」と銘打った本編へ出演した後に、MBSラジオにおける当日深夜（正確には翌7日の2:00に放送）のクロージング・アナウンスと翌朝（同日の4:53に放送）のオープニング・アナウンスをヤマヒロとのコンビで特別に担当した[10]（いずれも事前収録）[11]。
  - 2021年の初回（1月3日放送分）は、森に加えて三代澤康司（当時、朝日放送テレビアナウンサー）をゲストに迎えて、朝日放送グループ内のラジオスタジオで2020年内に収録された。当番組の前に、同じスタジオで同じ出演者による特別番組『三代澤、森ちゃん、ヤマヒロの我らアナウンサー第7世代』（朝日放送ラジオで2021年1月1日の14:30 - 15:25に放送）を収録していたことによる。
  - ちなみに森は、2020年度プロ野球オフシーズン（2020年12月 - 2021年3月）の毎週木曜日に『森たけしのスカタンラジオ』（MBSラジオで初めての冠レギュラー番組で20:00 - 20:56に生放送）のパーソナリティを単独で担当。ヤマヒロとは、当番組の終了後もMBSラジオの特別番組で随時共演している。当番組が「第2期」に入る2021年10月第2週からは、当番組と同じ『夕方もポチっとMラジ』枠で毎週火曜日に『森たけしのスカタンラジオ』を通年で編成。